# Friland A/S
Friland A/S er et datterselskab til Danish Crown, der varetager koncernens produkter indenfor økologi og dyrevelfærd. Produkterne inkluderer økologisk svine- og oksekød under mærket Friland Økologi. Desuden inkluderer de dyrevelfærds-svinekød under mærket Frilandsgris.
I regnskabsåret 2023/24 havde de en omsætning på 965 mio. danske kroner, hvilket var tilstrækkeligt til, at Friland/Danish Crown er Europas største producent af økologisk kød. Det meste svinekød eksporteres, mens det meste oksekød afsættes i Danmark.

## Historie
Virksomheden blev etableret i Jebjerg i 1992. I 1999 blev den en del af Danish Crown, der driver Friland i samarbejde med en række landmænd, der er andelshavere i Danish Crown.